# Europe des Vingt-Cinq
Cet article court présente un sujet plus développé dans : Élargissement de l'Union européenne.

En bleu, les États membres de l'Europe des Vingt-Cinq (entre 2004 et 2007)

L’UE-25 (ou UE25), ou Union européenne des Vingt-Cinq ou Europe des Vingt-Cinq, correspond à l’ensemble des pays qui appartenaient à l’Union européenne entre 2004 et 2007. Avant 2004, l’Union européenne comprenait 15 membres : UE-15.

## Membres
Par ordre d'entrée :
- Allemagne
- Belgique
- France
- Italie
- Luxembourg
- Pays-Bas
- Danemark
- Irlande
- Royaume-Uni
- Grèce
- Espagne
- Portugal
- Autriche
- Finlande
- Suède
- Chypre
- Estonie
- Hongrie
- Lettonie
- Lituanie
- Malte
- Pologne
- Tchéquie
- Slovaquie
- Slovénie